# Nototriton gamezi
Nototriton gamezi är en groddjursart som beskrevs av Mario García-París och David Burton Wake 2000. Nototriton gamezi ingår i släktet Nototriton och familjen lunglösa salamandrar. IUCN kategoriserar arten globalt som sårbar. Inga underarter finns listade i Catalogue of Life.